# Мартинес Флорес, Адальберто
Адальберто Мартинес Флорес (исп. Adalberto Martínez Flores, род. 8 июля 1951 года, Асунсьон, Парагвай) — первый парагвайский кардинал. Епископ Сан-Лоренсо с 18 мая 2000 по 19 февраля 2007. Епископ Сан-Педро с 19 февраля 2007 по 14 марта 2012. Военный ординарий Парагвая с 14 марта 2012 по 23 июня 2018. Апостольский администратор военного ординариата Парагвая с 23 июня 2018. Епископ Вильяррики-дель-Эспириту-Санто с 23 июня 2018 по 17 февраля 2022. Архиепископ Асунсьона с 17 февраля 2022. Кардинал-священник с титулом церкви Сан-Джованни-а-Порта-Латина с 27 августа 2022.

## Ранние годы, образование и священство
Родился 8 июля 1951 года в Асунсьоне, Парагвай. Окончил среднюю школу в Коронель-Овьедо, затем в течение двух лет обучался в Национальном университете в Асунсьоне. В 1973—1975 годы изучал английский язык в колледже облатов в Вашингтоне. Потом в течение двух лет жил в Италии, где присоединился к католическому движению Фоколяры.
В 1981 году завершил своё теологическое образование в Папском Латеранском университете, где получил лиценциат по теологии. 7 апреля 1985 года рукоположен в дьяконы для служения в епархии Сент-Томаса, Американские Виргинские острова. 24 августа 1985 года рукоположен в священники. В 1993 году инкардинирован в архиепархии Асунсьона. С 1994 по 1997 год служил в приходе Святейшего Сердца Иисуса в Асунсьоне.

## Епископское служение
14 августа 1997 года Папа римский Иоанн Павел II назначил Адальберто Мартинеса Флореса вспомогательным епископом архиепархии Асунсьона и титулярным епископом Татилти.
8 ноября 1997 года в кафедральном соборе Асунсьона состоялось рукоположение в епископы, которое совершил архиепископ Асунсьона Фелипе Сантьяго Бенитес Авалос в сослужении с Фолл-Ривера Шон Патрик О’Мелли и епископом Сент-Томаса Элиотом Гриффином Томасом.
18 мая 2000 года Папа Иоанн Павел II учредил новую епархию Сан-Лоренсо и назначил Адальберто Мартинеса Флореса её епископом. 19 февраля 2007 года папа Бенедикт XVI назначил Адальберто Мартинеса Флореса епископом Сан-Педро и 14 марта 2012 года Папа Франциск назначил его епископом Военного ординариата Парагвая. Парагвайское правительство присвоило ему воинское звание генерала дивизиона.
23 июня 2018 года назначен епископом Вильяррики-дель-Эспириту-Санто и остался апостольским администратором военного ординариата.
17 февраля 2022 года Папа Франциск назначил Адальберто Мартинеса Флореса архиепископом Асунсьона.

## Кардинал
29 мая 2022 года папа римский Франциск объявил, что 21 прелат будут возведены в достоинство кардиналов на консистории от 27 августа 2022 года, среди которых было названо имя и архиепископа Адальберто Мартинеса Флореса.
27 августа 2022 года состоялась консистория на которой Адальберто Мартинес Флорес получил кардинальскую шапку, кардинальский перстень и титул церкви Сан-Джованни-а-Порта-Латина.